# Locustelle tachetée
Locustella naevia
Espèce
Statut de conservation UICN

 LC  : Préoccupation mineure
La Locustelle tachetée (Locustella naevia) est une espèce de passereaux de la famille des Locustellidae.

## Description
Cet oiseau mesure 12,5 cm de longueur pour une envergure de 15 à 19 cm et une masse de 11 à 15 g.
Petit oiseau à l'allure d'une fauvette, la locustelle tachetée est terne. Les deux sexes sont identiques. Les jeunes sont comme les adultes, mais plus roussâtres dessus, sans teinte olive et avec le dessous plus sombre. 
Elle a une queue cunéiforme, elle est peu visible, seul son chant caractéristiques ressemblant au bruit d'un insectes permet de la localiser. 

## Comportement

### Alimentation
Cet oiseau surtout insectivore, capture de petits insectes et leurs larves qu'elle trouve sur les herbes. Elle se nourrit également de petits papillons, mouches, carabes, des araignées et de minuscule limace. 

### Reproduction

#### Parade nuptiale
Lors de la parade nuptiale, le mâle séduit une femelle en courant le long d'une branche ou d'une tige, le plumage gonflé, les ailes déployées et tremblantes, tenant une brindille dans le bec. 

#### Nidification
Cet oiseau installe son nid dans la végétation sèche, sur une touffe d'herbe, sous une plante, sous un arbuste. 

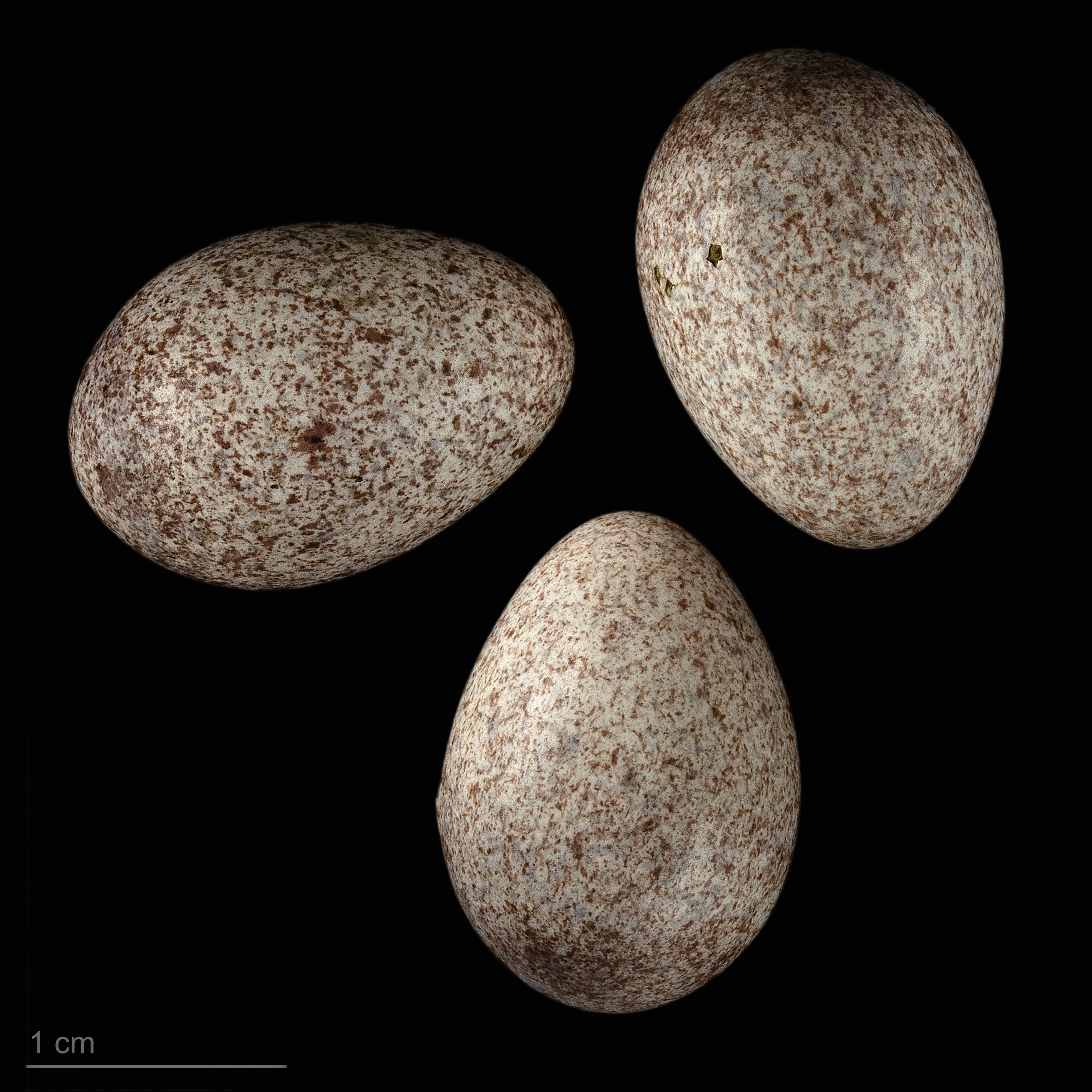
Oeufs de Locustella naevia - Muséum de Toulouse

Le couple construit un petit nid en forme de coupe posée ou suspendue à faible hauteur, composée de feuilles sèches, de mousses et de brindilles; l'intérieur est garni d'herbes, de tiges fines et parfois de crins. 

La femelle pond 5 ou 6 œufs aux teintes roses et bleuâtres, qui sont pondus de la fin du mois d'avril à la fin du mois de mai et couvés de 13 à 15 jours par le couple. Elle effectue deux à parfois trois pontes annuelles. Les jeunes sont nidicoles et quittent le nid entre le 12e et le 15e jour. 

## Répartition et habitat
Cette espèce fréquente surtout des milieux humides avec des herbes denses mais aussi des biotopes plus secs.

### Migration
Grande migratrice nocturne, cette locustelle quitte l'Europe dès le mois d'août pour rejoindre l'Afrique et ne revient que dans la première quinzaine d'avril. 